# Metacrinia nichollsi
A Metacrinia nichollsi a kétéltűek (Amphibia) osztályának békák (Anura) rendjébe, a Myobatrachidae családba, azon belül a Metacrinia nembe tartozó monotipikus faj.

## Előfordulása
Ausztrália endemikus faja. Nyugat-Ausztrália állam délnyugati területein, Dunsborough-tól délre és keletre Denmarkig honos. Elterjedési területének mérete körülbelül 48 800 km².

## Megjelenése
Kis termetű békafaj, testhossza elérheti a 30 mm-t. Háta sötétszürke, fekete, barna vagy sötétbarna, időnként apró sötét foltokkal. Hasa fekete, középen nagy kék-fehér foltokkal vagy mintázattal, a lábak, karok közelében és a lábak alsó felületén pedig élénksárga vagy narancssárga foltokkal. Pupillája vízszintes elhelyezkedésű, a szivárványhártya aranyszínű. Ujjai között nincs úszóhártya, ujjai végén nincsenek korongok.

## Életmódja
Késő nyáron és ősszel, a téli esőzések előtt szaporodik. A nőstény 25–30 petéjét kis csomókban rakja le a szárazföldön, nedves lombhulladékba vagy növényzet, fatörzsek alá. A fészket a hím őrzi. Az ebihalak soha nem úsznak a vízben, hanem teljesen a petében fejlődnek, a szikanyaggal táplálkoznak, és körülbelül két hónap múlva kelnek ki kis békaként.

## Természetvédelmi helyzete
A vörös lista a nem fenyegetett fajok között tartja nyilván. Populációi stabilak, több védett területen is megtalálható.